# John Chadwick
John Chadwick (East Sheen, 21 de maio de 1920 – 24 de novembro de 1998) foi um linguista e professor de línguas clássicas inglês. Ficou conhecido por seu papel na decifração da Linear B, juntamente com Michael Ventris.
Foi educado no St Paul's School e no Corpus Christi College, serviu como oficial da Marinha Real Britânica durante a Segunda Guerra Mundial. Depois da guerra, fez parte da equipe do Oxford Classical Dictionary antes de iniciar suas aulas de línguas clássicas na Universidade de Cambridge em 1952. Naquele mesmo ano, começou a trabalhar com Ventris na decifração progressiva da Linear B. Ambos escreveram o artigo Documents in Mycenean Greek (documentos em grego micênico) em 1956, depois de uma controversa primera publicação três anos antes. As ideias  filológicas de Chadwick foram aplicadas a teoria inicial de Ventris de que a Linear B era uma forma primitiva de grego ao invés de uma outra língua mediterrânea.
Após a morte de Ventris em 1956, Chadwick tornou-se uma autoridade em Linear B, escrevendo um livro de divulgação popular com o título The Decipherment of Linear B (A decifração da Linear B) em 1958 e revisando Documents in Mycenean Greek (documentos em grego micênico) em 1978. Chadwick se aposentou em 1984, época em que ele havia se tornado Perceval Maitland Laurence Reader em línguas clássicas em Cambridge. Continuou seus estudos até a sua morte, sendo um membro ativo de diversas sociedades internacionais e escrevendo numerosos artigos populares e acadêmicos.